# Station Balegem-Dorp
Station Balegem-Dorp is een spoorwegstation op spoorlijn 122 (Melle - Geraardsbergen) in het Oost-Vlaamse Balegem, een deelgemeente van de gemeente Oosterzele.
Balegem-Dorp beschikt over een onlangs gerestaureerd stationsgebouw (Type 1893 L6). Het verschilt met de (vroegere) andere stationsgebouwen op de lijn omdat dit station door de Staat werd opgericht en geen trapgevelstation is zoals de Compagnie du chemin de fer de Braine-le-Comte à Gand ze elders op lijn Gent-Geraardsbergen (vroeger: Gent-'s-Gravenbrakel) bouwde. Voor de aankoop van vervoerbewijzen kan men terecht aan de aanwezige biljettenautomaat.
De perrons bevinden zich in een bajonetligging. Dit betekent dat beide perrons aan weerszijden van de overweg liggen. Dit wordt gedaan zodat de slagbomen zo kort mogelijk gesloten zijn. Deze perronindeling is niet oorspronkelijk. Dit is te zien aan de positie van het voormalige stationsgebouw dat zich aan de overzijde van perron 2 bevindt (waar nu dus geen perron meer is).
Om de sporen over te steken dient de overweg gebruikt te worden. Even verderop in de richting van Gent bevindt zich een oversteekbrug. Deze is echter wegens de grote afstand niet gericht op het station.
Qua voorzieningen is Balegem-Dorp een stopplaats. Op perron 1 zijn een paar wachthuisjes van het nieuwe type geplaatst. Op perron 2 dienen de reizigers te schuilen in een oud schuilhok. De perrons bestaan uit grind.

## Galerij

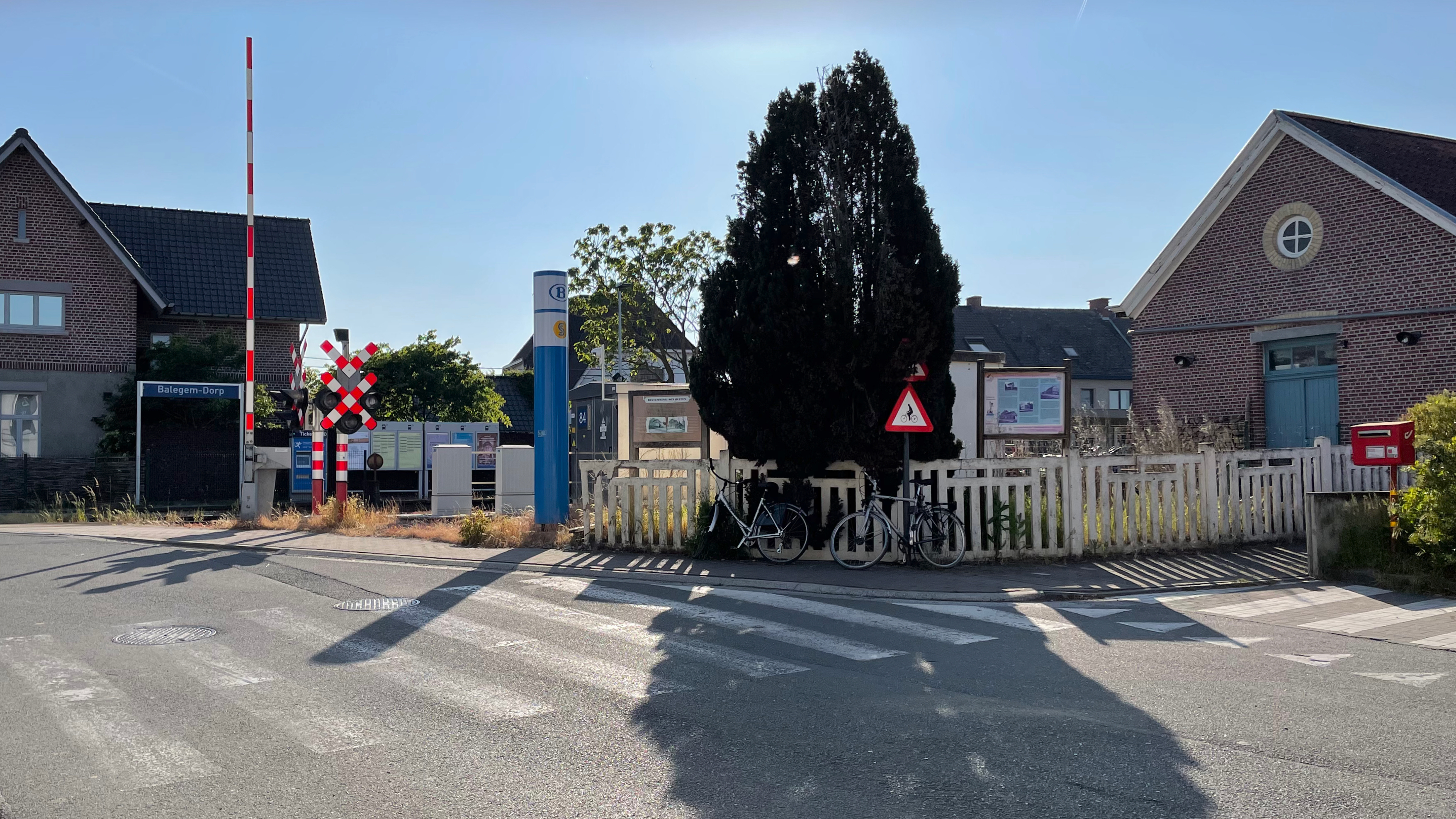
Het station (2023)
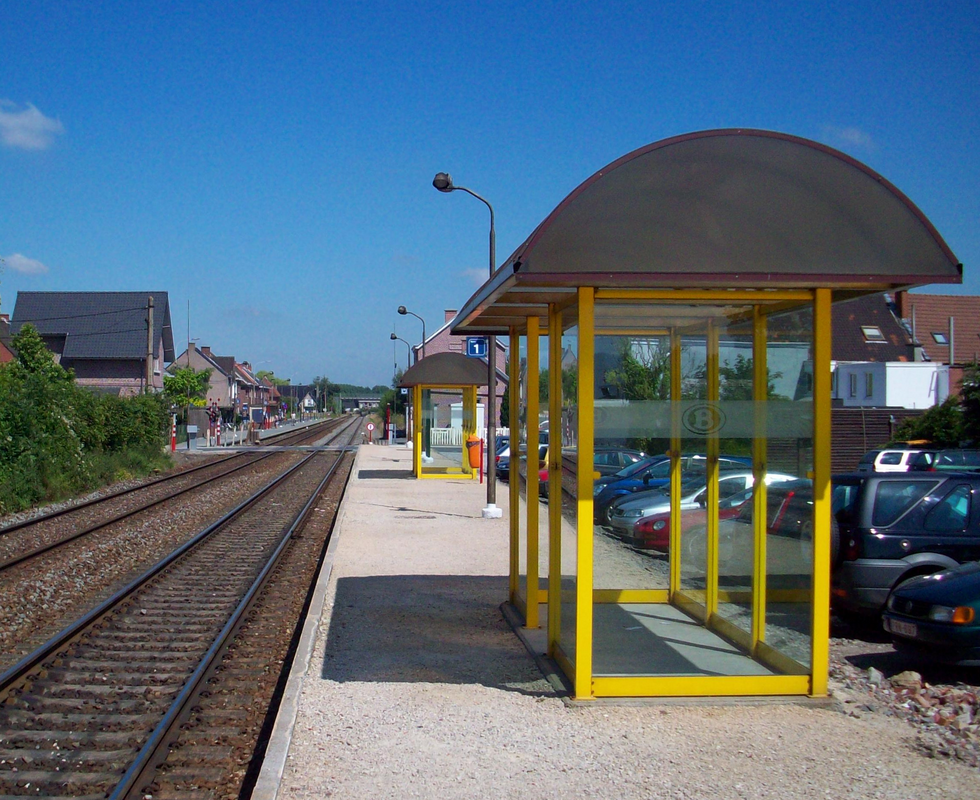
Zicht op perron 1
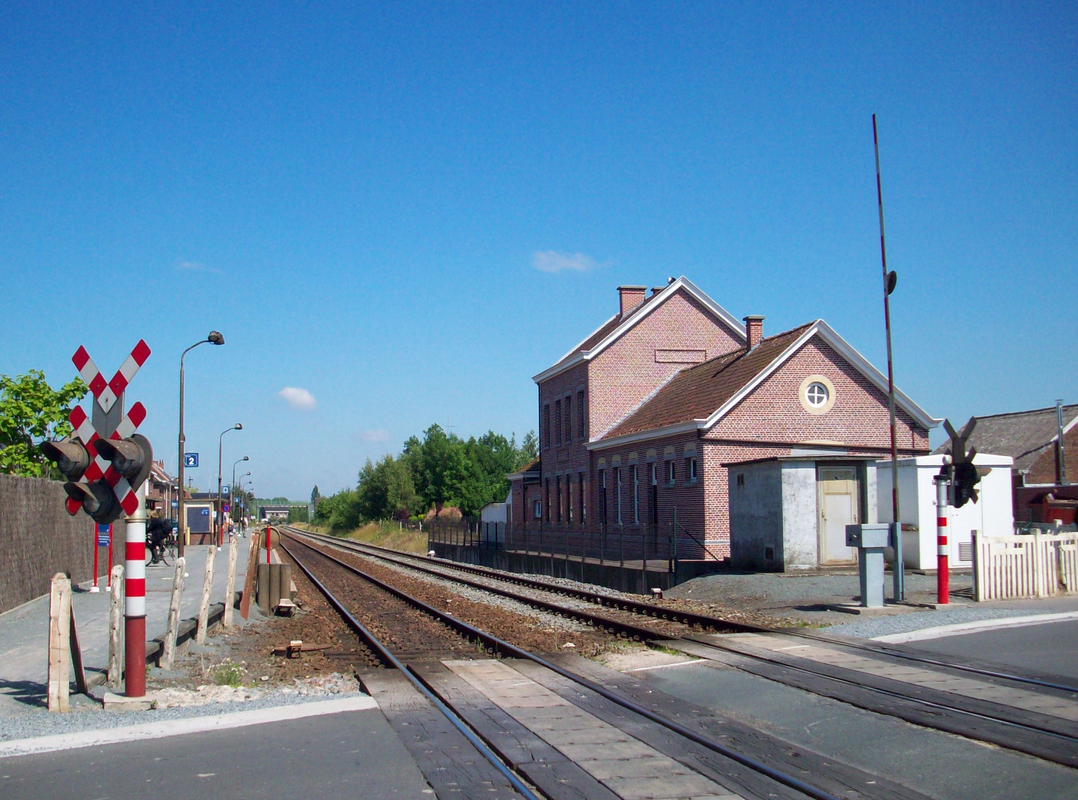
Zicht op het stationscomplex
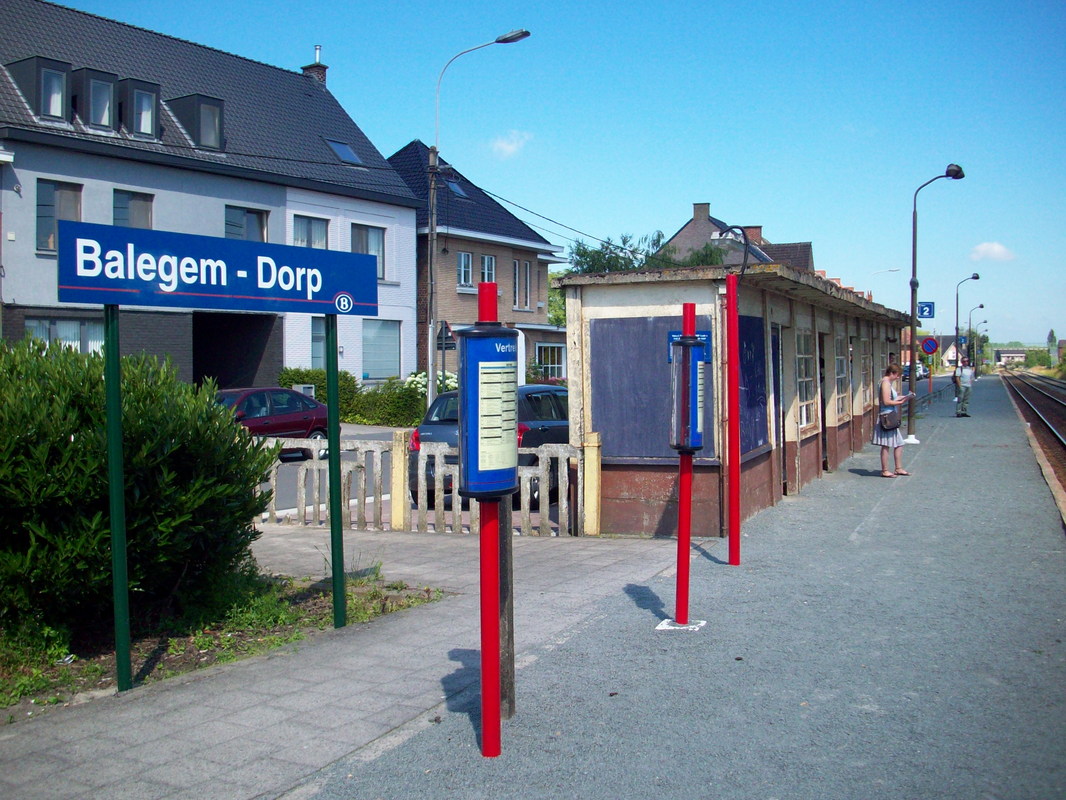
Naambord en oud schuilhok op perron 2
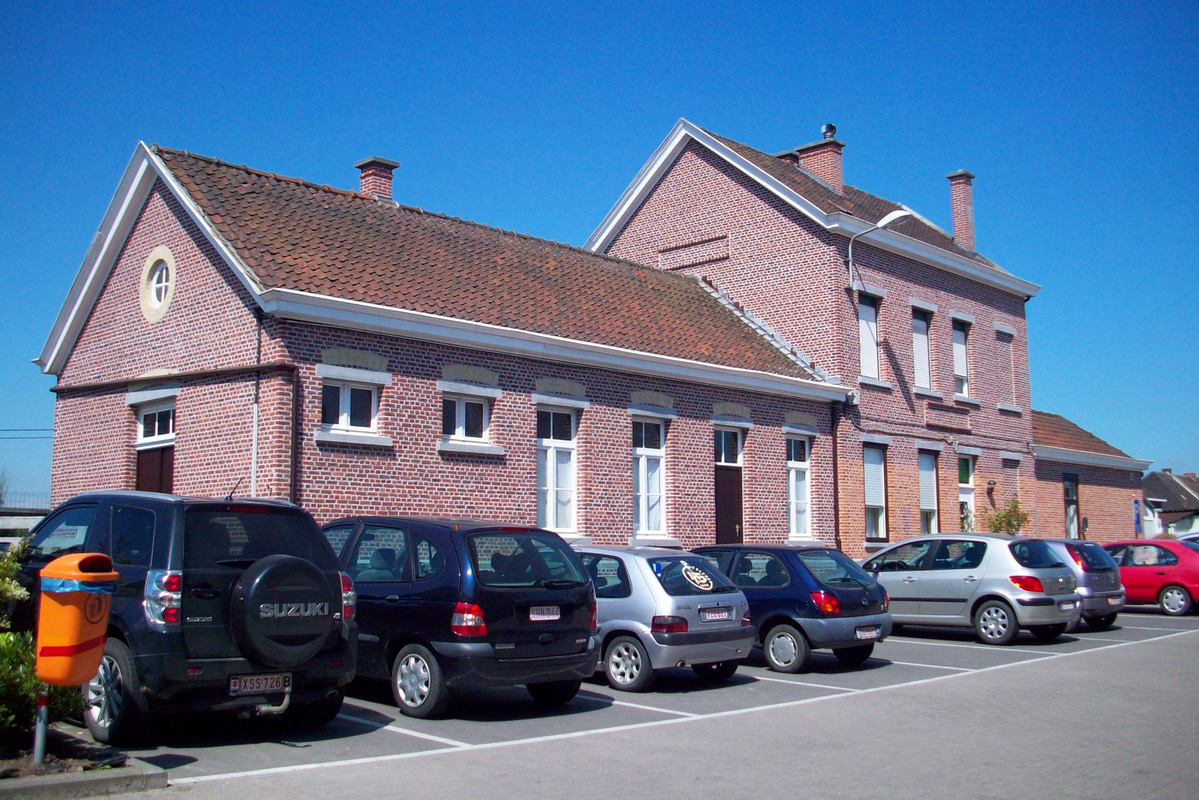
Het stationsgebouw

## Treindienst
| Serie       | Treinsoort          | Route                                                        | Bijzonderheden             |
| ----------- | ------------------- | ------------------------------------------------------------ | -------------------------- |
| S 52        | S-trein Gent (NMBS) | Gent-Sint-Pieters – Balegem-Dorp – Zottegem – Geraardsbergen |                            |
| P 7960/8960 | Piekuurtrein (NMBS) | Geraardsbergen – Zottegem – Balegem-Dorp – Gent-Sint-Pieters | Rijdt alleen op werkdagen. |

## Reizigerstellingen
De grafiek en tabel geven het gemiddeld aantal instappende reizigers weer op een week-, zater- en zondag.
| Tabel: aantal instappende reizigers station Balegem-Dorp | Tabel: aantal instappende reizigers station Balegem-Dorp | Tabel: aantal instappende reizigers station Balegem-Dorp | Tabel: aantal instappende reizigers station Balegem-Dorp |
|                                                          | Weekdag                                                  | Zaterdag                                                 | Zondag                                                   |
| -------------------------------------------------------- | -------------------------------------------------------- | -------------------------------------------------------- | -------------------------------------------------------- |
| 1977                                                     | 389                                                      | 36                                                       | 36                                                       |
| 1978                                                     | 315                                                      | 32                                                       | 24                                                       |
| 1979                                                     | 440                                                      | 54                                                       | 33                                                       |
| 1980                                                     | 401                                                      | 36                                                       | 44                                                       |
| 1981                                                     | 370                                                      | 41                                                       | 55                                                       |
| 1982                                                     | 396                                                      | 22                                                       | 22                                                       |
| 1983                                                     | 376                                                      | 39                                                       | 29                                                       |
| 1984                                                     | 354                                                      | 43                                                       | 48                                                       |
| 1985                                                     | 340                                                      | 23                                                       | 50                                                       |
| 1986                                                     | 281                                                      | 33                                                       | 28                                                       |
| 1987                                                     | 340                                                      | 29                                                       | 26                                                       |
| 1988                                                     | 338                                                      | 60                                                       | 59                                                       |
| 1989                                                     | 364                                                      | 47                                                       | 38                                                       |
| 1990                                                     | 367                                                      | 34                                                       | 34                                                       |
| 1991                                                     | 286                                                      | 52                                                       | 27                                                       |
| 1992                                                     | 330                                                      | 48                                                       | 41                                                       |
| 1993                                                     | 310                                                      | 57                                                       | 35                                                       |
| 1994                                                     | 289                                                      | 60                                                       | 55                                                       |
| 1995                                                     | 288                                                      | 42                                                       | 37                                                       |
| 1996                                                     | 306                                                      | 39                                                       | 43                                                       |
| 1997                                                     | 302                                                      | 60                                                       | 44                                                       |
| 1998                                                     | 380                                                      | 62                                                       | 50                                                       |
| 1999                                                     | 315                                                      | 65                                                       | 34                                                       |
| 2000                                                     | 247                                                      | 36                                                       | 31                                                       |
| 2001                                                     | 265                                                      | 52                                                       | 38                                                       |
| 2002                                                     | 278                                                      | 20                                                       | 20                                                       |
| 2003                                                     | 286                                                      | 72                                                       | 48                                                       |
| 2004                                                     | 303                                                      | 48                                                       | 42                                                       |
| 2005                                                     | 297                                                      | 73                                                       | 104                                                      |
| 2006                                                     | 280                                                      | 75                                                       | 64                                                       |
| 2007                                                     | 263                                                      | 82                                                       | 87                                                       |
| 2008                                                     | -                                                        | -                                                        | -                                                        |
| 2009                                                     | 343                                                      | 90                                                       | 71                                                       |
| 2010                                                     | -                                                        | -                                                        | -                                                        |
| 2011                                                     | -                                                        | -                                                        | -                                                        |
| 2012                                                     | 316                                                      | 95                                                       | 70                                                       |
| 2013                                                     | 349                                                      | 85                                                       | 51                                                       |
| 2014                                                     | 342                                                      | 61                                                       | 60                                                       |
| 2015                                                     | 243                                                      | 70                                                       | 50                                                       |
| 2016                                                     | 306                                                      | 66                                                       | 65                                                       |
| 2017                                                     | 297                                                      | 85                                                       | 83                                                       |
| 2018                                                     | 284                                                      | 82                                                       | 78                                                       |
| 2019                                                     | 291                                                      | 74                                                       | 72                                                       |
| 2020                                                     | 165                                                      | 42                                                       | 33                                                       |
| 2021                                                     | -                                                        | -                                                        | -                                                        |
| 2022                                                     | 224                                                      | 73                                                       | 66                                                       |
| 2023                                                     | 273                                                      | 80                                                       | 54                                                       |
| 2024                                                     | 276                                                      | 57                                                       | 55                                                       |

1,5: Gontrode ·
2,8: Landskouter ·
4,8: Moortsele ·
6,7: Scheldewindeke ·
8,9: Balegem-Dorp ·
11,8: Balegem-Zuid ·
15,4: Zottegem ·
18,4: Erwetegem ·
19,6: Sint-Maria-Oudenhove ·
22,0: Lierde ·
24,4: Hemelveerdegem ·
25,0: Gemeldorp ·
28,5: Geraardsbergen